# Волинський Натан Юхимович
Натан Юхимович Волинський (грудень 1893, місто Лібава, тепер Лієпая, Латвія — ?) — радянський діяч, відповідальний секретар Кременчуцького повітового (окружного) комітету КП(б)У, заступник голови Ради народних комісарів Туркменської РСР.

## Життєпис
Народився в грудні 1893 року в єврейській міщанській родині. Закінчив двохкласне училище, потім навчався два роки в гімназії, закінчив екстерном чотири класи гімназії. З 1908 по 1911 рік працював репетитором у приватних осіб. Два з половиною роки навчався на курсах фармацевтів, здобув звання помічника провізора.
У 1912—1914 роках — провізор аптек у місті Воронежі. У 1915—1916 роках — робітник заводу Гена в місті Одесі.
У 1917 році служив рядовим російської армії.
З 1918 по 1919 рік працював репетитором у приватних осіб у місті Старокостянтинові.
Член РКП(б) з травня 1919 року.
У 1919 році — секретар Старокостянтинівського повітового комітету КП(б)У. Потім служив у Червоній армії.
З 1919 по березень 1920 року — голова Овруцького повітового комітету КП(б)У.
У 1920 році — заступник завідувача організаційного відділу Чернігівського губернського комітету КП(б)У.
У 1920—1921 роках — завідувач відділу охорони здоров'я Чернігівської губернії.
У 1921—1922 роках — відповідальний секретар Харківського міського районного комітету КП(б)У, член бюро Харківського губернського комітету КП(б)У. У 1922 році — член президії виконавчого комітету Харківської губернської ради.
У жовтні — листопаді 1922 року — завідувач організаційного відділу Кременчуцького губернського комітету КП(б)У.
У листопаді 1922 — березні 1923 року — відповідальний секретар Кременчуцького повітового комітету КП(б)У.
У березні — липні 1923 року — відповідальний секретар Кременчуцького окружного комітету КП(б)У.
У 1923 — червні 1924 року — інструктор організаційно-інструкторського відділу ЦК РКП(б). У червні 1924 — березні 1925 року — інструктор організаційно-розподільного відділу ЦК РКП(б). 10 квітня 1925 — 11 листопада 1927 року — помічник завідувача організаційно-розподільного відділу ЦК РКП(б).
З 1928 по 1929 рік навчався на хімічному відділенні Промислової академії в Москві.
У 1930 — травні 1931 року — заступник народного комісара постачання Туркменської РСР.
У травні 1931 — 1934 року — голова Державної планової комісії Туркменської РСР.
Одночасно в січні 1932 — 1934 року — заступник голови Ради народних комісарів Туркменської РСР.
Подальша доля невідома.